# 셸렌베르크

셸렌베르크의 위치

셸렌베르크(독일어: Schellenberg)는 리히텐슈타인의 지방 자치체로, 인구는 1,042명(2008년 기준), 면적은 3.5km2, 높이는 626m이다. 라인강 저지대에 위치한다.

시기
시 문장